# Higher Categories and Homotopical Algebra
Higher Categories and Homotopical Algebra (deutsch Höhere Kategorien und Homotopische Algebra) ist ein mathematisches Textbuch über Höhere Kategorientheorie von Denis-Charles Cisinski. Es konzentriert sich auf die Theorien der Modellkategorien und simplizialen Mengen um einen Zugang zur modernen Homotopietheorie aus der Sicht von höheren Kategorien zu geben, wie in den Arbeiten von André Joyal und Jacob Lurie (siehe Higher Topos Theory) beschrieben.

## Inhalt
Higher Categories and Homotopical Algebra behandelt zuerst die allgemeine Theorie der Modellkategorien, wozu insbesondere die Hochhebungseigenschaft, ko- und kontravariante sowie injektive und projektive Modellstruktur gehören, und die allgemeine Theorie der Prägarben an Mengen, wozu insbesondere simpliziale Mengen gehören. Es konzentriert sich weiter auf die Modellierung von ∞-Kategorien durch Quasikategorien und ∞-Gruppoiden durch Kan-Komplexe, welche beide simpliziale Mengen sind, welche spezielle Hochhebungseigenschaften erfüllen. Basierend auf diesen werden die Joyal- und Kan-Quillen-Modellstruktur beschrieben, welche diese jeweils zu fasernden Objekten macht.
Weiterführend werden wichtige Funktoren sowie Konstruktionen für die Kategorie der simplizialen Mengen beschrieben: Zu den Funktoren gehören die Adjunktion zwischen den Zusammenhangskomponenten und der konstanten simplizialen Menge zur Verbindung mit der Kategorie der Mengen, die Adjunktion zwischen der geometrischen Realisierung und dem singulären Funktor zur Verbindung mit der Kategorie der topologischen Räume, die Adjunktion zwischen der Fundamentalkategorie und dem Nerv zur Verbindung mit der Kategorie der kleinen Kategorien sowie die Adjunktion zwischen dem Subdivisionsfunktor und dem Extensionsfunktor zur Verbindung mit der Kategorie der simplizialen Mengen selbst. Zu den Konstruktionen gehören der Verbund für simpliziale Mengen, die Diamantoperation und die getwistete Diagonale für simpliziale Mengen. (Nicht beschrieben werden der zugehörige Verbund für Kategorien und die getwistete Diagonale für Kategorien.)